# Uri hárfák és lírák
Az uri hárfák és lírák kifejezés négy Ur városában talált hangszert és néhány további hangszertöredéket jelöl, melyek a ránk maradt legrégebbi húros hangszerek a világon. Közös jellemzőjük a dús, aranyozott díszítés, a kék színű lazúrköves berakások és a geometrikus minták. Némelyiket bikafej is ékesíti. A hangszerek fa részei a napvilágra kerülést követően elporladtak, a ma látható tárgyak rekonstrukciók.

## Hárfák
Az egyik hárfa Puabi (Sub-ad) királyné sírjából került elő (ásatási száma U.10412). A másik egy magánsírból (a sír jele PG 1130), ami egy töredékes példány. A hárfák ún. nyitott ívhárfák csónak alakú rezonátorszekrénnyel. A hangolókulcsok száma alapján 11 húrjuk volt.
A hárfák arany bikafejben végződő rezonátorszekrénnyel rendelkeznek, melyek peremén kagylóhéjból és kék lazúrkőből készült geometrikus mozaiksáv fut körbe. A dobozt négy regiszterben mitológiai állatalakokat ábrázoló jelenetek díszítik. A bika haját, szakállát és szemét szintén lazúrkővel rakták ki.

## Lírák
Egy aranyozott (U.12353) és egy ezüstözött líra a PG 1237-es sírból, több töredékes példány pedig a PG 789-es sírból került elő. A töredékek közül a legszebb egy arany bikafej (U.10556). Az aranylíra hangdobozból, a líra két szárából és egy húrrögzítő keresztrúdból áll. A húrok a keresztrúd és a hangdoboz között voltak kifeszítve.
Az aranylíra hangdobozának oldalát a peremén szintén geometrikus mozaikberakás díszíti. Mindkét szárát aranypántok, valamint kagyló- és lazúrberakásos fogazás ékesíti. A legszebb dísze ennek is egy arany bikafej, a lazúrberakásos szemén kívül minden részét aranyból domborították. Az U.10556-os arany bikafej szarvának hegyét, haját és szakállát, valamint szemét is lazúrberakással látták el.

## Megtalálásuk
Az uri hárfákat és lírákat Leonard Woolley (1880-1960) angol régész találta meg. Ő az Ur-i Királyi Temetőben vezetett ásatásokat 1922 és 1934 között, és a modern régészet egyik első képviselőjének tartják. A feltárások során számos jegyzetet, rajzot és fényképfelvételt készített, célja a korabeli kultúrák nyomainak pontos rögzítése, illetve megismerése volt. A temetőt az i. e. 2600-2400 közötti időkben használták, és mintegy kétezer embert temettek ide. A királysírok száma tizenhat.
A négy hangszert az ásatásokban részt vevő múzeumok között osztották meg, kettő később nevet is kapott. A múzeumi fényképeken látható eszközök azonban inkább rekonstrukciók, mivel a faanyag a napvilágra kerülést követően tönkrement. 
A Királynő Lírája nevű hangszer a londoni British Museumé lett. Két hangszert a Pennsylvaniai Antropológiai és Régészeti Múzeum kapott meg. Az egyik egy csónak alakú, ezüstözött, a másik egy arany bikafejes, amelyen az állat szakállát kék lazúrkővel díszítették. A Bagdadi Nemzeti Múzeumba a mind közül legszebbnek tartott Uri Aranylíra (más néven: Bikafejes Líra) került. Ez a 2003-as iraki háború alatt a bombázásáokban megsérült. 2005-ben a Liverpooli Egyetem mérnökei másolatban újra elkészítették. A különleges számítógépes eljárással, valódi arany felhasználásával rekonstruált hangszerrel Bill Taylor ad koncerteket.↑ Spanglefish.com Bill Taylor: 

## Subat (Puabi) hárfása
Subat sírjából számtalan más tárgy is előkerült. Többek között arany fejéke és más ékszerek, gyászkocsijának gyeplőtartó ezüstgyűrűi arany kulán-szobrocskával, ruhaládája, arany és ezüst edények, kelyhek és tálak, továbbá többféle hangszer, például fuvolák, cintányérok és dobok. A sírból előkerült az „uri standard”-nak nevezett különös tárgy is, amelynek rendeltetését máig nem sikerült egyértelműen tisztázni. Érdekessége, hogy a történelem egyik legelső hárfás ábrázolása látható rajta.
Woolley arra a következtetésre jutott, hogy Subat temetésekor valószínűleg rituális gyilkosságok történtek, ugyanis a királynő mellett 74 más személy maradványaira is rábukkant. A megtalált hangszerek alapján úgy gondolta, hogy a személyek egy része egy zenekar tagjai lehettek. A gyilkosságra (vagy öngyilkosságra) abból következtetett, hogy a holttestek mellett edénykéket talált. Feljegyezte, hogy a királynővel együtt eltemetett hárfás a halála pillanatában is muzsikált: ujjai éppen ott voltak, ahol valamikor a közben elporladt húrok feszültek.

## Hangszertani leírás
Az Urban megtalált és rekonstruált eszközök hangszertani leírását és besorolását több körülmény is nehezíti. Az egyik ilyen, hogy számos nyelvben – így a magyarban is – a líra, hárfa és lant szavakat gyakran pontatlanul, szinonimaként használják. A másik, hogy néhány eszköz csak töredékesen került elő, és kétséges, hogy helyes-e az adott eszköz azonosítása és rekonstrukciója. 
Dezső Tamás leírása szerint az uri sírokból két hárfa és két lant, illetve néhány lanttöredék került elő. Bár a Dezső által adott hangszerleírás pontos, ám a lant megjelölés nyilván tévedés. A lant fő jellemzője ugyanis, hogy a gitárhoz hasonló nyakkal és lefogó lappal rendelkezik, melyek ezeknél a hangszereknél nincsenek meg. Az Urban talált hangszereket és hangszertöredékeket az angolszász irodalomban is inkább líráknak – lyres – nevezik.